# Emma Randall
Emma Lee Randall, coniugata McDonald (Melbourne, 5 giugno 1985), è un'ex cestista australiana.

## Carriera
Con l'Australia ha disputato i Giochi olimpici di Pechino 2008, i Campionati mondiali del 2006 e due edizioni dei Campionati oceaniani (2005, 2007).